# Polens herrlandslag i fotboll
Polens herrlandslag i fotboll (polska: Reprezentacja Polski w piłce nożnej) representerar Polen i fotboll på herrsidan. Den största framgången är OS-guldet 1972. Man tog även VM-brons 1974 och 1982. Efter deltagandet i VM 1986 dröjde det till 2002 innan man åter deltog i ett världsmästerskap. Under EM 2016 så tog man sig till kvartsfinal, vilket är det längsta man kommit i turneringen. Matchen spelades mot Portugal och man förlorade på straffar.

## Historia

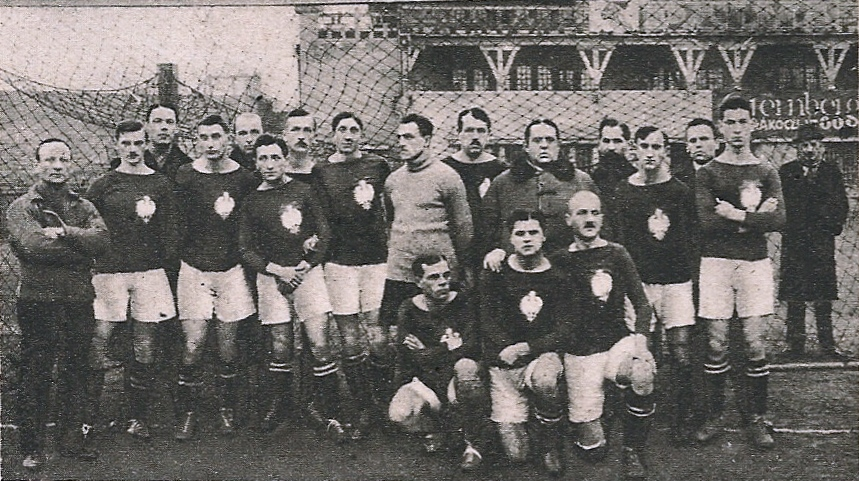
Polens herrlandslag i fotboll 1921

Polens fotbollsförbund Polski Związek Piłki Nożnej (PZPN) bildades den 20 december 1919 och förbundet gick med i FIFA 1923. Den första landskampen spelades den 18 december 1921, och förlorades med 0-1 till Ungern i Budapest. Polen spelade sitt första VM-slutspel i Frankrike 1938 och åkte ut i åttondelsfinalen mot Brasilien i en rafflande match som slutade 5–6 där Polens Ernst Willimowski gjorde fyra mål.

### VM-brons

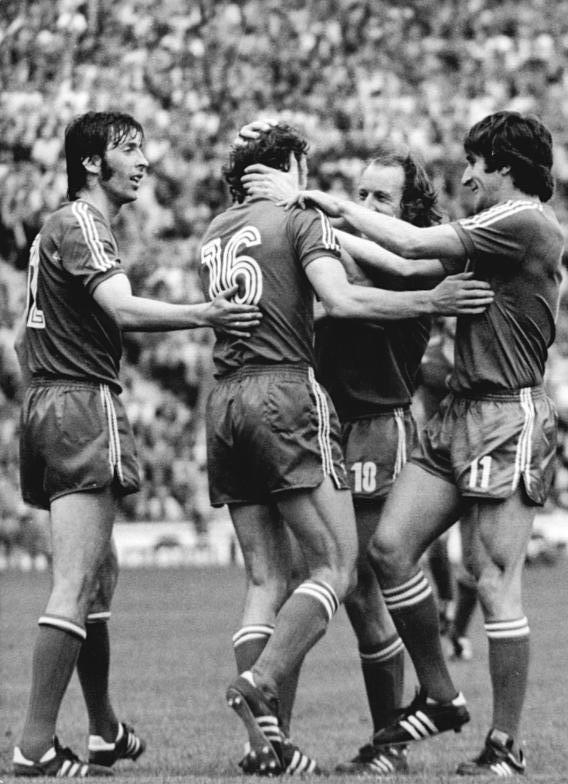
Polen - Brasilien 1-0, 1974

Den polska landslagsfotbollen fick i början av 1970-talet sina första stora framgångar. Landslaget deltog i OS 1972 och tog guld med Kazimierz Deyna som turneringens skyttekung. 
Polen tog sedan brons i sitt andra världsmästerskap, 1974. Då hade laget överraskande slagit ut England i VM-kvalet. I det andra gruppspelet vann Polen mot Jugoslavien och Sverige. Polen spelade en avgörande match om finalplatsen mot hemmalaget Västtyskland, en match tyskarna vann med 1–0. Planen var genomvåt efter ihållande regn och det ansågs att Polen med sin snabba attackfotboll hämmades mer av underlaget än Västtyskland. I bronsmatchen slog Polen sedan de regerande världsmästarna Brasilien med 1-0. VM:s skyttekung Grzegorz Lato avgjorde matchen för Polen. Lagkaptenen Kazimierz Deyna var en stor stjärna på mittfältet och i målet stod Jan Tomaszewski som blev den första målvakten att rädda två straffar i ett VM-slutspel.
1976 tog Polen OS-silver efter finalförlust mot Östtyskland. 1978 spelade man återigen VM och tog sig vidare från det första gruppspelet. 1982 tog man åter brons genom att besegra Frankrike i bronsmatchen, sedan man bland annat slagit ut Sovjet. I början av 1980-talet spelade storstjärnan Zbigniew Boniek i italienska Juventus FC.

### VM 2006
Polens landslag har en stark tradition av att ha bra målvakter, fram till VM i Tyskland har Jerzy Dudek ofta varit den självklara förstemålvakten, i och med Dudeks ålder och hans dåliga form under VM fick Artur Boruc från Celtic chansen i matchen mot Tyskland och klarade nästan att hålla nollan genom storspel.  Unga spelare som Ireneusz Jeleń som fick spela under VM i Tyskland och imponerade tillräckligt för att bli erbjuden ett proffskontrakt i franska AJ Auxerre. Efter VM-slutspelet så gavs också den unge Radosław Matusiak chansen att spela för landslaget och han gjorde succé direkt. Han sköt fyra mål på sina sju första landskamper.

### EM 2008
Polen vann nog lite oväntat kvalgrupp A inför EM 2008. Detta skulle bli deras första Europamästerskap någonsin. Kvalet började dock trögt med en förlust mot Finland och en poäng mot Serbien. Men sedan flöt det på riktigt bra. 6 vinster i rad där man bland annat vann mot Portugal och Serbien. Man förlorade dock mot Armenien men 8 vinster och 4 oavgjorda gjorde att Polen vann gruppen.
Vinnaren av skytteligan blev Euzebiusz Smolarek för Polen.

### 2010-talet

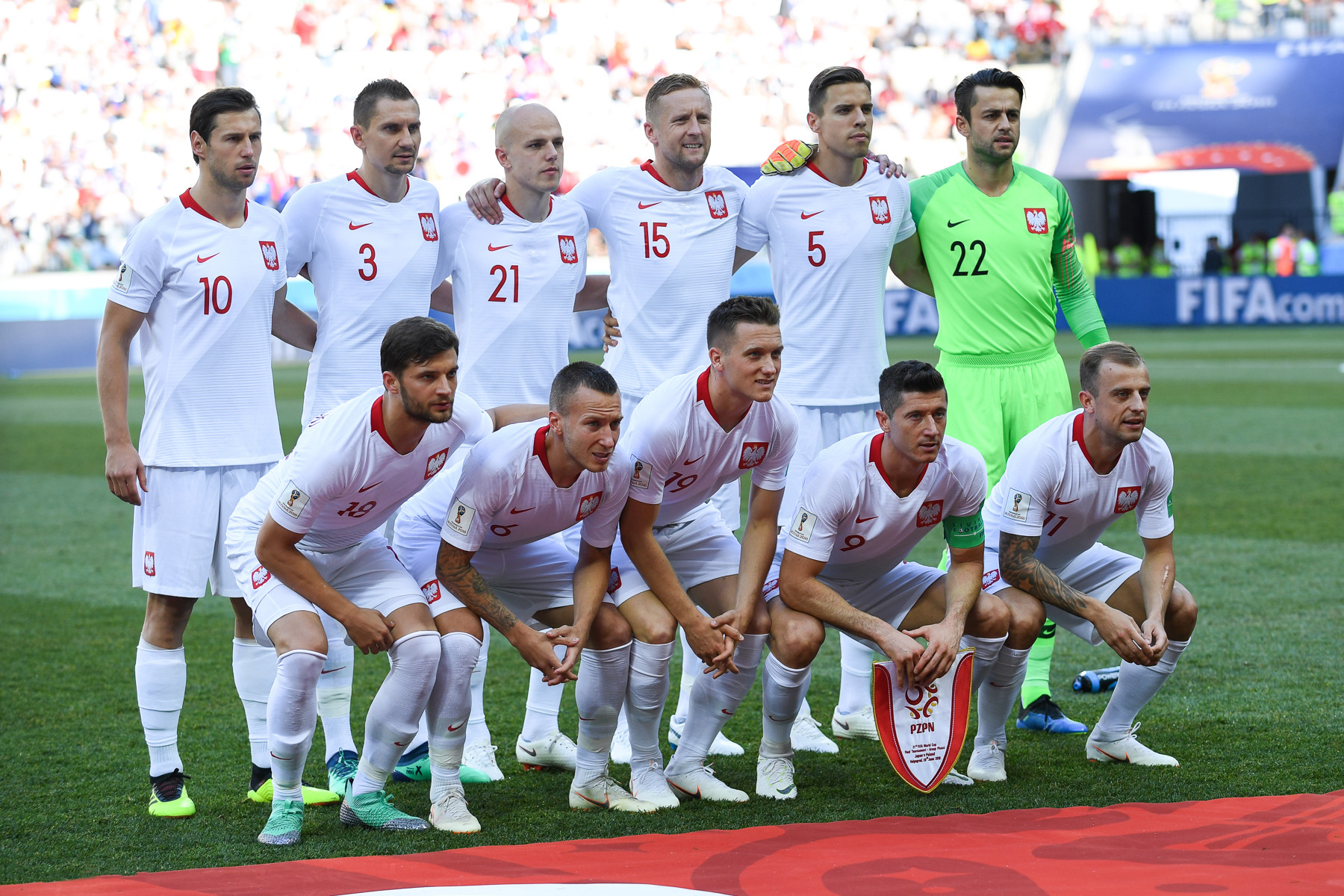
2018

I kvalet till VM 2010 blev ingen stor framgång för Polen. Polen placerade sig 5:a med endast San Marino efter sig. Även om Polen förlorat 0-3 borta mot Slovenien, hemma och borta mot Slovakien samt 2-3 borta mot Nordirland blev 10-0-segern över San Marino en liten tröst. Polen var tillsammans med Ukraina värdar för Europamästerskapet i fotboll 2012. Polen spelade in två oavgjorda matcher mot Ryssland och Grekland. Vinst mot Tjeckien i sista matchen var nödvändig för Polen att kvala sig vidare. Polen åkte på förlust och hamnade sist i sin grupp. Polen kvalade sig in till EM 2016 där man gjorde sin bästa insats i ett EM. Polen nådde kvartsfinal där man åkte ut mot Portugal i straffsparkar. Polen kvalade sig bekvämt in till Fotbolls-VM 2018. För första gången på 12 år var man tillbaka till VM. Turneringen blev dock helt misslyckad då man åkte ut i förlust mot både Senegal och Colombia. Mot Japan fick man en vinst i slutändan trots att man slutade sist i gruppspelet.

## Info
- Förbund: Polski Związek Piłki Nożnej (PZPN)
- Ordförande PZPN: Cezary Kulesza
- Förbundskapten: vakant
- Flest landskamper: Robert Lewandowski - 138, Jakub Błaszczykowski - 108, Kamil Glik - 103, Michał Żewłakow - 102, Grzegorz Lato - 100
- Flest mål: Robert Lewandowski - 78, Włodzimierz Lubański - 48

## Världsmästerskap

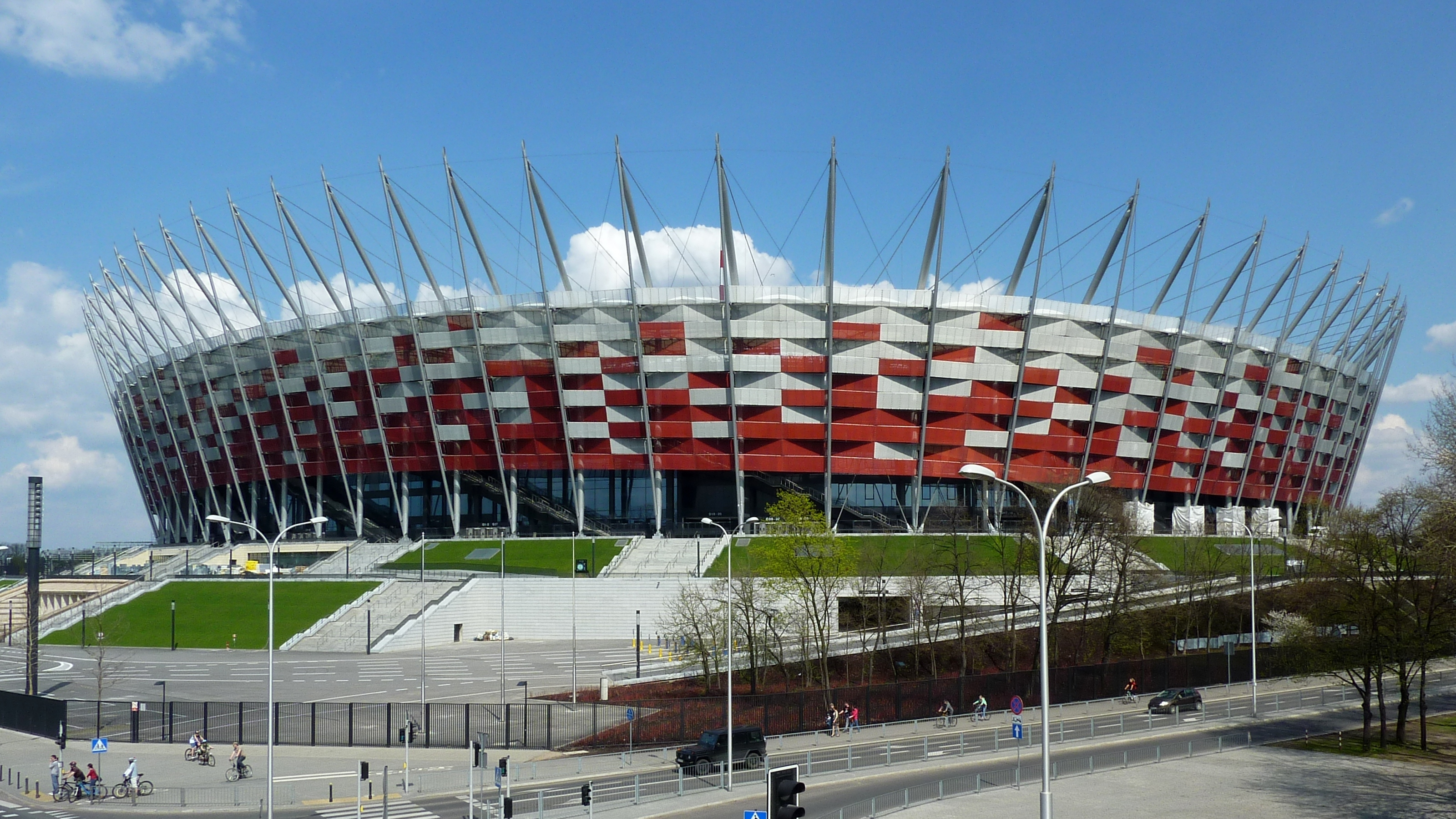
Nationalstadion (Warszawa)

- VM-slutspel (9): 1938, 1974, 1978, 1982, 1986, 2002, 2006, 2018, 2022
- VM-brons: 1974, 1982

## Olympiska spelen
- OS-slutspel (7): 1924, 1936, 1952, 1960, 1972, 1976, 1992
- Olympiska mästare: 1972
- OS-silver: 1976, 1992

## Europamästerskap
- EM-slutspel (5): - 2008, 2012, 2016, 2020, 2024

## Nuvarande spelartrupp
Följande spelare var uttagna till VM 2022.
Antalet landskamper och mål är korrekta per den 22 november 2022 efter matchen mot Mexiko.
| Nr | Pos. | Namn                  | Födelsedatum (ålder) | Matcher | Mål |               | Klubb           |
| -- | ---- | --------------------- | -------------------- | ------- | --- | ------------- | --------------- |
| 1  | MV   | Wojciech Szczęsny     | 18 april 1990        | 67      | 0   | Italien       | Juventus        |
| 12 | MV   | Łukasz Skorupski      | 5 maj 1991           | 8       | 0   | Italien       | Bologna         |
| 22 | MV   | Kamil Grabara         | 8 januari 1999       | 1       | 0   | Danmark       | FC Köpenhamn    |
|    |      |                       |                      |         |     |               |                 |
| 2  | F    | Matty Cash            | 7 augusti 1997       | 8       | 1   | England       | Aston Villa     |
| 3  | F    | Artur Jędrzejczyk     | 4 november 1987      | 40      | 3   | Polen         | Legia Warszawa  |
| 4  | F    | Mateusz Wieteska      | 11 februari 1997     | 2       | 0   | Frankrike     | Clermont        |
| 5  | F    | Jan Bednarek          | 12 april 1996        | 45      | 1   | England       | Aston Villa     |
| 14 | F    | Jakub Kiwior          | 15 februari 2000     | 6       | 0   | Italien       | Spezia          |
| 15 | F    | Kamil Glik            | 3 februari 1988      | 100     | 6   | Italien       | Benevento       |
| 18 | F    | Bartosz Bereszyński   | 12 juli 1992         | 47      | 0   | Italien       | Sampdoria       |
| 21 | F    | Nicola Zalewski       | 23 januari 2002      | 8       | 0   | Italien       | Roma            |
| 25 | F    | Robert Gumny          | 4 juni 1998          | 5       | 0   | Tyskland      | FC Augsburg     |
|    |      |                       |                      |         |     |               |                 |
| 6  | MF   | Krystian Bielik       | 4 januari 1998       | 6       | 0   | England       | Birmingham City |
| 8  | MF   | Damian Szymański      | 16 juni 1995         | 9       | 1   | Grekland      | AEK Aten        |
| 10 | MF   | Grzegorz Krychowiak   | 29 januari 1990      | 95      | 5   | Saudiarabien  | Al-Shabab       |
| 11 | MF   | Kamil Grosicki        | 8 juni 1988          | 87      | 17  | Polen         | Pogoń Szczecin  |
| 13 | MF   | Jakub Kamiński        | 5 juni 2002          | 5       | 1   | Tyskland      | VfL Wolfsburg   |
| 17 | MF   | Szymon Żurkowski      | 25 september 1997    | 7       | 0   | Italien       | Fiorentina      |
| 19 | MF   | Sebastian Szymański   | 10 maj 1999          | 19      | 1   | Nederländerna | Feyenoord       |
| 20 | MF   | Piotr Zieliński       | 20 maj 1994          | 75      | 9   | Italien       | Napoli          |
| 24 | MF   | Przemysław Frankowski | 12 april 1995        | 27      | 1   | Frankrike     | Lens            |
| 26 | MF   | Michał Skóraś         | 15 februari 2000     | 1       | 0   | Polen         | Lech Poznań     |
|    |      |                       |                      |         |     |               |                 |
| 7  | A    | Arkadiusz Milik       | 28 februari 1994     | 65      | 16  | Italien       | Juventus        |
| 9  | A    | Robert Lewandowski    | 21 augusti 1988      | 135     | 76  | Spanien       | Barcelona       |
| 16 | A    | Karol Świderski       | 23 januari 1997      | 18      | 8   | USA           | Charlotte       |
| 23 | A    | Krzysztof Piątek      | 1 juli 1995          | 25      | 11  | Italien       | Salernitana     |

## Profiler genom tiderna

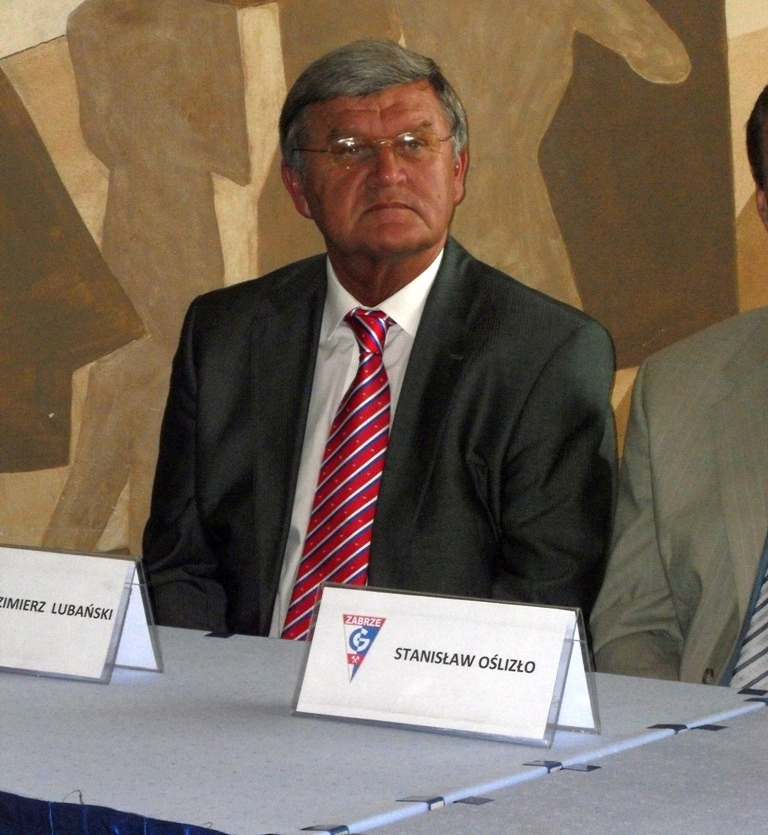
Włodzimierz Lubański

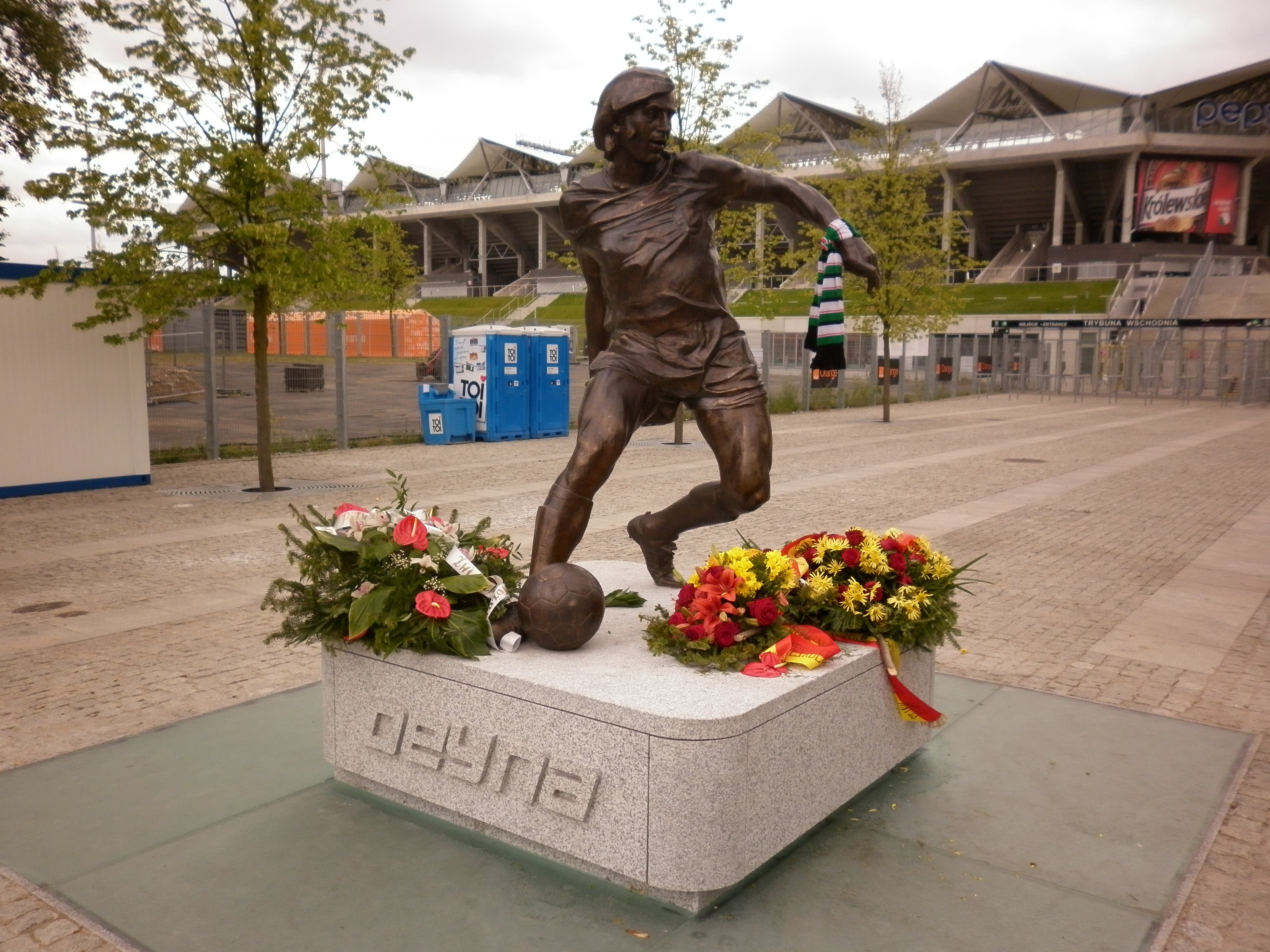
Kazimierz Deyna

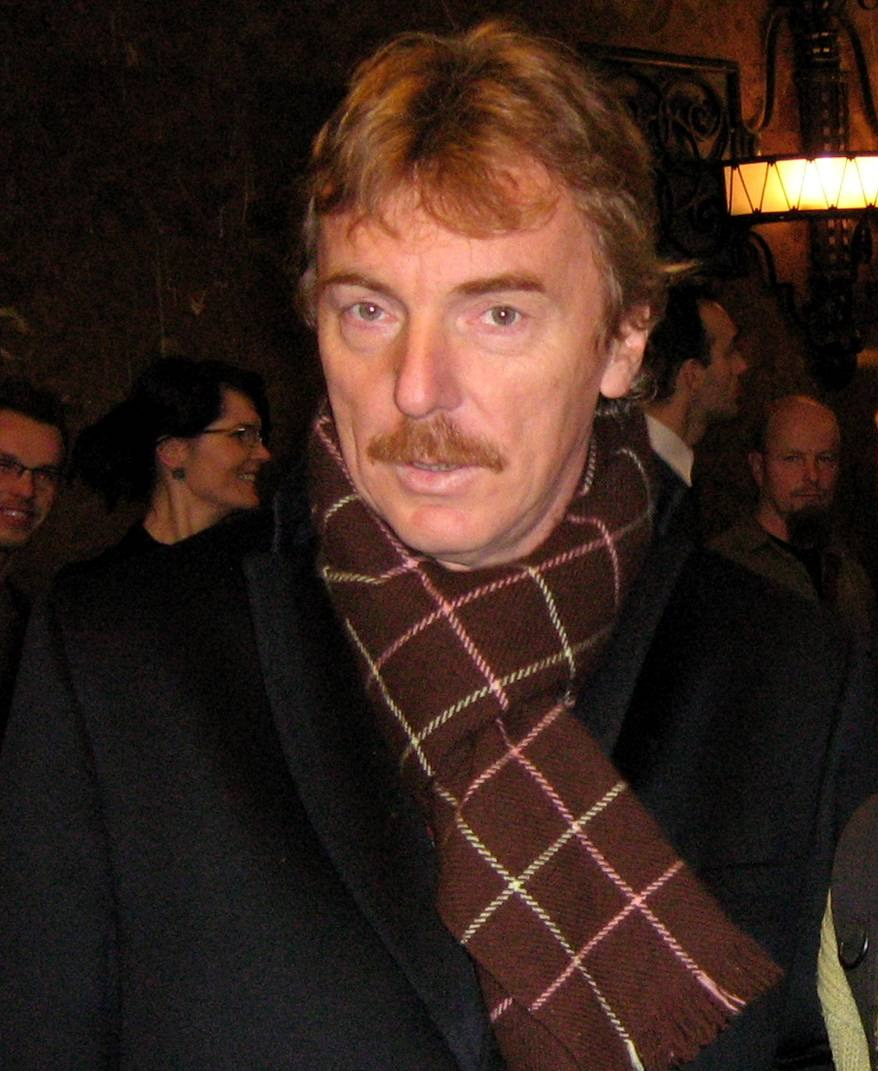
Zbigniew Boniek

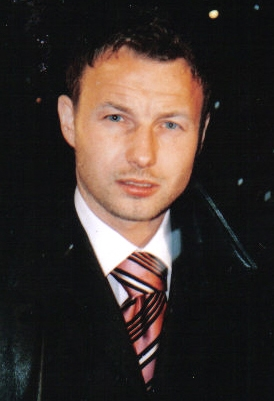
Tomasz Frankowski

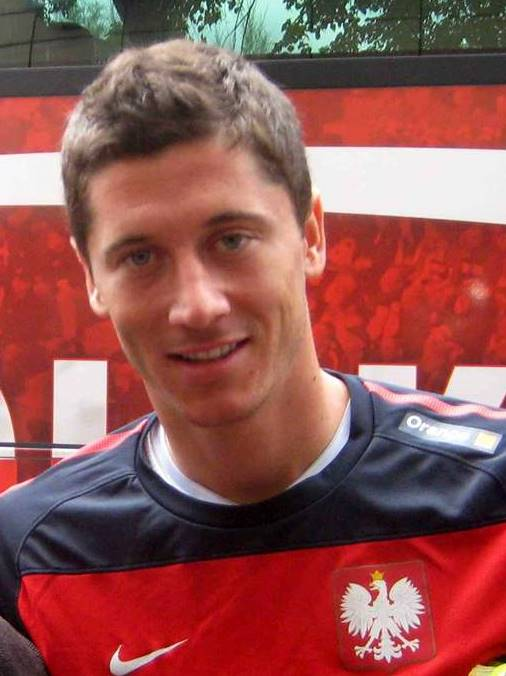
Robert Lewandowski

- Jacek Bąk (Motor Lublin, Lech Poznań, Olympique Lyon, RC Lens, Al-Rajjan SC, FK Austria Wien)
- Zbigniew Boniek (Zawisza Bydgoszcz, Widzew Łódź, Juventus, Roma)
- Artur Boruc (Pogoń Siedlce, Dolcan Ząbki, Legia Warszawa, Celtic, Fiorentina)
- Lucjan Brychczy (Piast Gliwice, Legia Warszawa)
- Gerard Cieślik (Ruch Chorzów)
- Marek Citko (Włókniarz Białystok, Jagiellonia Białystok, Widzew Łódź, Legia Warszawa, Dyskobolia Grodzisk Wielkopolski, Hapoel Be'er Szewa, FC Aarau, Cracovia, Yverdon-Sport FC, Polonia Warszawa)
- Kazimierz Deyna (Legia Warszawa, Manchester City, San Diego Sockers)
- Jan Domarski (Stal Rzeszów, Stal Mielec, Nîmes Olympique, Stal Rzeszów, Resovia Rzeszów)
- Jerzy Dudek (Feyenoord, FC Liverpool, Real Madrid)
- Dariusz Dziekanowski (Legia Warszawa, Celtic FC, Bristol City FC, TSV Alemannia Aachen)
- Łukasz Fabiański (Polonia Słubice, MSP Szamotuły, Lubuszanin Drezdenko, Sparta Brodnica, Mieszko Gniezno, Lech Poznań, Legia Warszawa, Arsenal FC)
- Tomasz Frankowski (Jagiellonia Białystok, RC Strasbourg, Nagoya Grampus Eight, Poitiers FC, FC Martigues, Wisła Kraków Elche CF, Wolverhampton, CD Tenerife, Chicago Fire)
- Robert Gadocha (Legia Warszawa, FC Nantes)
- Jerzy Gorgoń (Górnik Zabrze, Sankt Gallen)
- Paweł Janas (Widzew Łódź, Legia Warszawa, Auxerre)
- Ireneusz Jeleń (Wisła Płock, AJ Auxerre, Lille OSC)
- Henryk Kasperczak (Stal Mielec, FC Metz)
- Roman Kosecki (Legia Warszawa, Galatasaray SK, Osasuna Pampeluna, Atlético Madryt, FC Nantes, Montpellier HSC, Chicago Fire)
- Kamil Kosowski (Górnik Zabrze, Wisła Kraków, 1. FC Kaiserslautern, Southampton FC, AC ChievoVerona, Cádiz CF, APOEL Nikozja, Apollon Limassol, GKS Bełchatów)
- Jacek Krzynówek (LZS Chrzanowice, RKS Radomsko, Raków Częstochowa, GKS Bełchatów, 1. FC Nürnberg, Bayer Leverkusen, VfL Wolfsburg, Hannover 96)
- Tomasz Kuszczak (Śląsk Wrocław, KFC Uerdingen 05, Hertha Berlin, West Bromwich Albion, Manchester United, Watford FC, Fortuna Düsseldorf)
- Grzegorz Lato (Stal Mielec, KSC Lokeren)
- Włodzimierz Lubański (Górnik Zabrze, KSC Lokeren)
- Józef Młynarczyk (Odra Opole, Widzew Łódź, SC Bastia, FC Porto)
- Ernest Pohl (Legia Warszawa, Górnik Zabrze)
- Grzegorz Rasiak (Warta Poznań, GKS Bełchatów, Odra Wodzisław Śląski, Dyskobolia Grodzisk Wielkopolski, Derby County, Tottenham Hotspur, Southampton, Bolton Wanderers, Watford, Reading, AEL Limassol, Jagiellonia Białystok)
- Friedrich Scherfke (Warta Poznań, 1. FC Posen)
- Euzebiusz Smolarek (Feyenoord Rotterdam, Borussia Dortmund, Racing Santander, Bolton Wanderers, AO Kavala, Polonia Warszawa, Al-Khor, Den Haag)
- Włodzimierz Smolarek (Legia Warszawa, Widzew Łódz, Eintracht Frankfurt, Feyenoord Rotterdam, FC Utrecht)
- Radosław Sobolewski (Jagiellonia Białystok, Wisła Płock, Dyskobolia Grodzisk Wielkopolski, Wisła Kraków)
- Andrzej Szarmach (Arka Gdynia, Górnik Zabrze, Stal Mielec, AJ Auxerre, EA Guingamp, Clermont Foot)
- Antoni Szymanowski (Wisła Kraków, Gwardia Warszawa, Club Brugge)
- Edward Szymkowiak (Ruch Chorzów, GWKS Bielsko, Legia Warszawa, Polonia Bytom)
- Jan Tomaszewski (ŁKS Łódź, Beerschot VAC, Hércules CF)
- Tomasz Wałdoch (Górnik Zabrze, VfL Bochum, Schalke 04 Gelsenkirchen, Jagiellonia Białystok)
- Krzysztof Warzycha (Ruch Chorzów, Panaithainikos)
- Dariusz Wdowczyk (Gwardia Warszawa, Legia Warszawa, Celtic, Reading, Polonia Warszawa)
- Ernest Wilimowski (Ruch Chorzów)
- Marcin Żewłakow (Drukarz Warszawa, Marymont Warszawa, Polonia Warszawa, KSK Beveren, Excelsior Mouscron, FC Metz, KAA Gent, FCV Dender EH, APOEL Nikozja, GKS Bełchatów, Korona Kielce)
- Michał Żewłakow (Polonia Warszawa, Hutnik Warszawa, KSK Beveren, Excelsior Mouscron, RSC Anderlecht, Olympiakos SFP, Ankaragücü Ankara, Legia Warszawa)
- Maciej Żurawski (Warta Poznań, Lech Poznań, Wisła Kraków, Celtic, AE Larisa, Omonia Nikozja)
- Władysław Żmuda (Motor Lublin, Gwardia Warszawa, Śląsk Wrocław, Widzew Łódź, Hellas Verona FC, New York Cosmos, US Cremonese)

### Fotnoter
1. ↑  ”Men's Ranking”. Fifa. https://inside.fifa.com/fifa-world-ranking/men?dateId=id14415. Läst 2 juli 2024.
2. ↑  Jesper Högström (12 juli 2016). ”Historisk guide till fotbolls-VM”. Populär historia. http://www.popularhistoria.se/artiklar/historisk-guide-till-fotbolls-vm/. Läst 29 april 2016.